# Diospyros brandisiana
Diospyros brandisiana là một loài thực vật có hoa trong họ Thị. Loài này được Kurz mô tả khoa học đầu tiên năm 1871.